# Irene Reid
Irene Reid (* 23. September 1930 in New York City; † 4. Januar 2008 ebenda) war eine US-amerikanische Jazzsängerin.
1948 gewann sie den Talent-Wettbewerb im Apollo Theater. Anschließend gehörte sie zur Band von Dick Vance. 1961 wurde sie Mitglied des Count Basie Orchestra, mit dem sie auf Tournee ging und Platten aufnahm. Dann gründete sie Irene Reid & Co und nahm unter eigenem Namen für MGM und Verve Records auf. Mit Alben wie „Room for One More“ (1965, mit Oliver Nelson) und „It's Too Late“ (1966) wurde sie bekannt. Sie arbeitete auch mit Lalo Schifrin. Mit „The World Needs What I Need“ (1971) konnte sie nicht mehr an diese Erfolge anschließen, trat aber weiter auf, u. a. begleitet von Mike Carrs Blue Note Quartett. Erst nach einem weiteren Album 1989 erhielt sie wieder eine größere Anerkennung; sie nahm weitere 6 Alben für Savant auf.